# Zaommomyiella saintpierrei
Zaommomyiella saintpierrei är en stekelart som beskrevs av Girault 1913. Zaommomyiella saintpierrei ingår i släktet Zaommomyiella och familjen finglanssteklar. Inga underarter finns listade i Catalogue of Life.